# Giro del Veneto 1926
Il Giro del Veneto 1926, settima edizione della corsa, si svolse l'8 agosto 1926 su un percorso di 315 km. La vittoria fu appannaggio dell'italiano Costante Girardengo, alla quarta affermazione consecutiva, che completò il percorso in 13h44'00", precedendo i connazionali Alfredo Binda e Domenico Piemontesi.
I corridori che tagliarono il traguardo di Padova furono 14.

## Ordine d'arrivo (Top 10)
| Pos. | Corridore           | Squadra         | Tempo     |
| ---- | ------------------- | --------------- | --------- |
| 1    | Costante Girardengo | Wolsit-Pirelli  | 13h44'00" |
| 2    | Alfredo Binda       | Legnano-Pirelli | s.t.      |
| 3    | Domenico Piemontesi | Alcyon-Dunlop   | s.t.      |
| 4    | Nello Ciaccheri     | Legnano-Pirelli | s.t.      |
| 5    | Giovanni Brunero    | Legnano-Pirelli | s.t.      |
| 6    | Giuseppe Pancera    | Olympia         | s.t.      |
| 7    | Antonio Negrini     | Wolsit-Pirelli  | s.t.      |
| 8    | Pietro Bestetti     | Wolsit-Pirelli  | a 15'00"  |
| 9    | Gianbattista Gilli  | Olympia         | s.t.      |
| 10   | Egidio Picchiottino | Alcyon-Dunlop   | s.t.      |